# 転石苔むさず
- 転石苔を生ぜず
- 転がる石に苔むさず
- 転がる石には苔が生えぬ

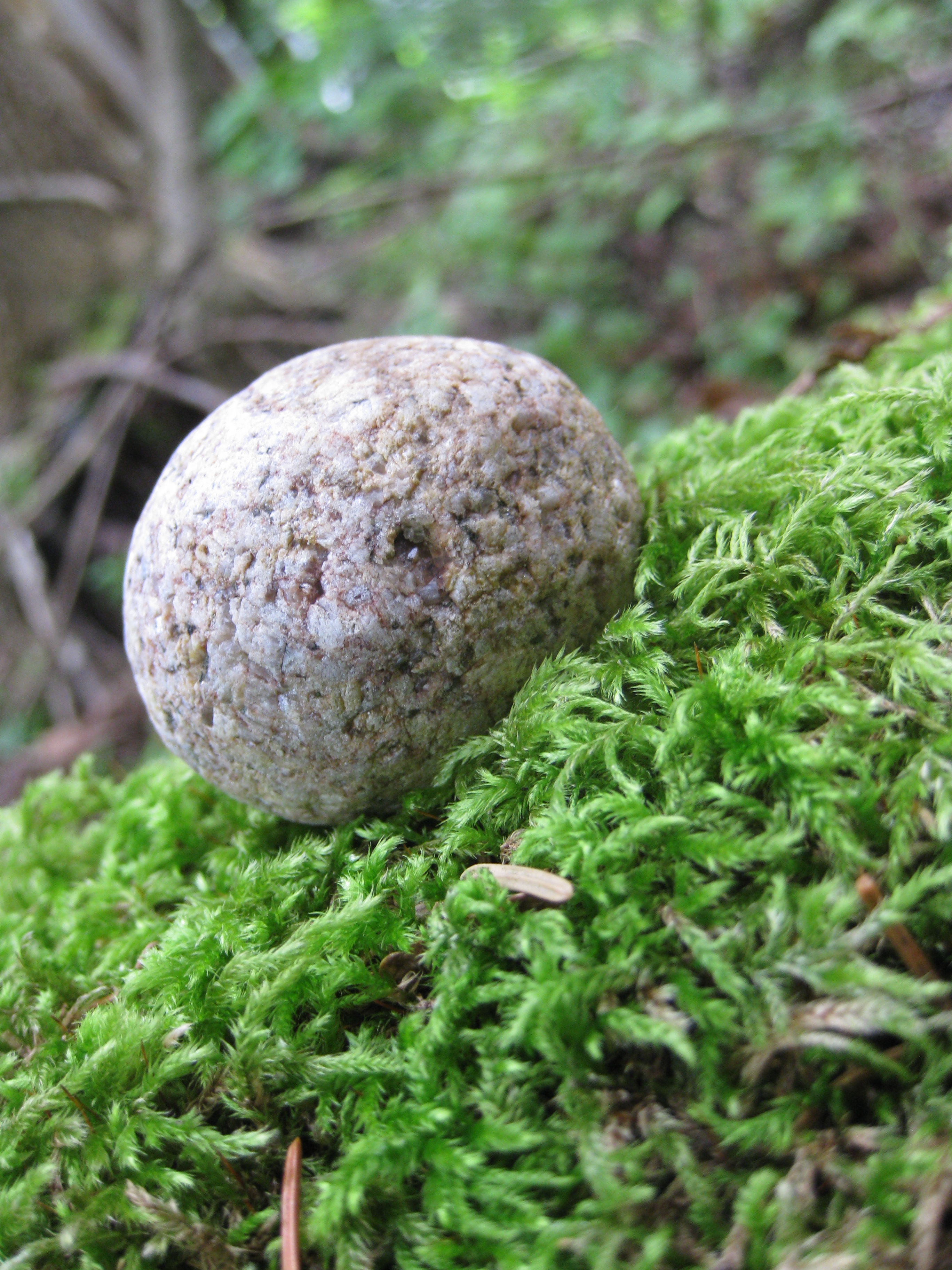
「転石苔むさず」のイメージ

転石苔むさず (てんせきこけむさず、英: A rolling stone gathers no moss) とは、プブリリウス・シュルスが『格言集 (Sententiae) 』で記した「一つの場所にも他の場所にも定着せず、常に動き回る人々は、責任や苦労から逃げている」から発生したとされる、イギリスの古いことわざである。
このフレーズは、より短く派生し、苔の無い転石のイメージを生み出した。そして、現代でのその道徳的意味は、人気曲の『パパ・ワズ・ア・ローリング・ストーン』で使用されるような風来坊のイメージから、過剰な定着からの自由といった、より好意的なイメージへと分岐していった。

## 概要

### 言葉の起源
このことわざは、通常ラテン語で「Saxum volutum non obducitur musco」と表記され、このフレーズはプブリリウス・シュルスに帰属するとされているが、シュルスの編集した作品には現れず、起源は定かではない。初出の文字としては、1023年ごろ、リエージュのエグバートのラテン語の作品集「Fecunda Ratis (The Well-Laden Ship)」の182巻に記載された「Assidue non saxa legunt volventia muscum.」である。1500年ごろ、イギリスで出版されたエラスムスの『アダジア』により広く知られるようになったが、これはエグバートの作品から500年後であり起源ではない。また、エラスムスは、このフレーズをギリシア語とラテン語で広めた。フレーズは「Musco lapis volutus haud obducitur」や「Musco lapis volutus haud obvolvitur」とも綴られる。

### 変遷
標準となった英訳は、1546年のジョン・ヘイウッドの格言集でエラスムスの言葉として初めて登場した。『ブルーワー英語故事成語大辞典』でも同様にエラスムスに帰属され、他のラテン語のことわざ「Planta quae saepius transfertus non coalescit / Saepius plantata arbor fructum profert exiguum (頻繁に植え替えられる植物や樹木の収穫は、何百年も動かないオリーブや樫の木よりも実りが少ない) 」と関連付けられている。
その後アメリカでは、1721年にジョン・ワイズの「A Word of Comfort to a Melancholy Country」で初めて引用された
。
19世紀までは「苔の無いことは悪い結果である」と「苔」を良いものだとする考えが多く残っていた。1825年のスコットランドの辞典では「財産の有無にかかわらず、困窮した人を支援する準備ができる評判の良い紳士は、彼らがいつも"苔の日"と呼んでいたものを求めており、寄付金のためにそれを延長することもできた。」と言及している。
その後、このイギリスで主流とされる意味から「苔の無いことが良い結果である」とするアメリカで主流とされる解釈へ広がりを見せた。この「苔」の捉え方の違いについては、伝統を重んじる保守的なイギリスでは、時間をかけて形成される伝統や風格を投影し、自由を尊重する改革的なアメリカでは、悪しき風習や慣例として連想しやすく、文化的背景により正反対の意味となったと考えられている。

## 言葉の使用

### 文学
このフレーズは20世紀初頭のイギリスで人気があった。児童文学作家アーサー・ランサムが1930年に出版した『ツバメ号とアマゾン号』では「ローリング・ストーン」著の「雑多な苔」というフリント船長の回想録が盗難され、最終的に返還される出来事が重要な物語を形成する。
1940年、J・R・R・トールキンの『王の帰還』では、ガンダルフがトム・ボンバディルに「…は苔の収集家で、私は転がる運命の石だった。しかし、私の転がる日々は終わりを迎え、お互いに多くのことを語ることができるだろう。」と語った。
SF作家ロバート・A・ハインラインの1952年の小説『宇宙の呼び声』は、家族が冒険とお金を求めて太陽系全体を旅する物話である。祖母のヘイゼル・ストーンは、宇宙船を購入するシーンで、定着しない生活の始まりの正当性について「この都会の生活は私たちを苔で覆ってしまう」と語った。また、宇宙船は「ローリングストーン号」と命名され、このフレーズが物語全体を通じたテーマとなっている。

### 音楽
1915年、組合活動家のジョー・ヒルの遺言は「私に縁のある人は騒いだり嘆いたりしなくていい / 苔は転石にしがみつかない」と歌の歌詞として記述されている。ハンク・ウィリアムズの『失われた道しるべ』 (原題 : Lost Highway) は「私は転がる石、孤独で迷っている」の一文から始まっている。その後、このフレーズから影響を受けた曲では「ローリングストーン (転がる石) 」のメタファーが用いられるようになったが、その多くで苔への言及は省かれている。
1950年、ブルースのレジェンドであるマディ・ウォーターズが収録した『ローリング・ストーン』は、ローリング・ストーンズのバンド名や、ボブ・ディランの1965年の曲『ライク・ア・ローリング・ストーン』へと影響を与え、これらが雑誌「ローリング・ストーン」の名称へも波及していった。
1971年には、テンプテーションズが『パパ・ワズ・ア・ローリング・ストーン』をリリース。ドン・マクリーンの『アメリカン・パイ』では「もう10年も自分たちだけでやってきた / 転がる石には苔がびっしり生えている」と苔への言及へと回帰した。